# Marianactis bythios
Marianactis bythios är en havsanemonart som beskrevs av Daphne G. Fautin och Robert Raymond Hessler 1989. Marianactis bythios ingår i släktet Marianactis och familjen Actinostolidae. Inga underarter finns listade i Catalogue of Life.